# Герб Хабаровского района
Герб муниципального образования «Хаба́ровский муниципальный район Хабаровского края» Российской Федерации — опознавательно-правовой знак, служащий официальным символом муниципального образования.
Герб утверждён Решением № 264 Собрания депутатов Хабаровского муниципального района 19 апреля 2007 года.
Герб внесён в Государственный геральдический регистр Российской Федерации под номером 3322.

## Описание герба
«В поле, разделённом опрокинутым узким серебряным вилообразным крестом на зелень, червлень и лазурь, поверх всего — восстающий золотой тигр, сопровождаемый вверху справа золотым пучком колосьев, а слева серебряной кедровой шишкой с иглами того же металла».

Герб Хабаровского муниципального района, может воспроизводиться в двух равно допустимых версиях: без вольной части и с вольной частью (четырехугольником, примыкающим к верхнему правому углу щита) с воспроизведённым в нем гербом Хабаровского края.
Герб Хабаровского муниципального района может воспроизводиться без короны и со статусной территориальной короной.

## Описание символики
Геральдическая фигура — вилообразный крест в гербе Хабаровского муниципального района многозначна и символизирует:
— три основные автомобильные магистрали: М60 Хабаровск—Владивосток (с выездом на автомагистраль Хабаровск—Чита), Хабаровск—Находка и Хабаровск—Комсомольск-на-Амуре;
— три железнодорожных направления: южное (на Владивосток и Восточный порт), западное (на Москву) и северное (на Комсомольск-на-Амуре);
— расположение Хабаровского района в месте впадения в Амур реки Уссури.
Хабаровский край — ареал занесённых в Красную книгу России амурских тигров. Тигр в геральдике — это не только символ ярости и силы, но и символ отваги, смелости. Тигр — символ богатства и величия фауны Дальнего Востока. Связь района и центра Хабаровского края — города Хабаровск, также символически передается образом тигра, как одной из фигур (одной из фигур герба города).
Хабаровский муниципальный район расположен вокруг большого индустриального города, центра края — Хабаровска. И поэтому одна из задач района — обеспечение города сельскохозяйственной продукцией, что символически отражено в гербе и зелёным цветом, и хлебными колосьями. Сноп из колосьев является также символом единения, общности;
В Хабаровском муниципальном районе много лесов, в левобережной части района находится охотничье хозяйство и развита лесозаготовка, в южной, правобережной части проводятся лесовосстановление и лесоустройство, расположен государственный природный заповедник (что символически отражено кедровой веткой с шишкой). Кедр — это символ величия и долголетия. Кедр — основная лесообразующая хвойная порода кедрово-широколиственных и хвойных лесов, основа питания животных экосистемы лесов, ценное лекарственное сырье — кедровое масло, успешно применяемое в медицине.
Зелёный цвет символизирует весну, здоровье, природу, надежду.
Серебро — символ чистоты, открытости, примирения.
Лазурь — символ возвышенных устремлений, искренности, преданности, возрождения.
Золото — символ высшей ценности, величия, великодушия, богатства, урожая.

## История герба
До утверждения герба существовала эмблема Хабаровского района, которая описывалась следующим образом: « Синий вилообразный крест в эмблеме символизирует три автомагистрали („Хабаровск-Владивосток“, „Хабаровск-Находка“, „Хабаровск-Комсомольск-на-Амуре“; три железнодорожных направления; место впадения реки Уссури в Амур».
9 апреля 2007 года по решению Собрания депутатов муниципального образования в администрации Хабаровского муниципального района состоялись слушания по обсуждению проектов герба и флага района. Из нескольких вариантов проектных эскизов герба, подготовленных Союзом геральдистов России, выбрали проект Константина Мочёнова и Галины Русановой.
Авторы герба: идея герба — Константин Мочёнов (Химки), Галина Русанова (Москва); художник и компьютерный дизайн — Галина Русанова (Москва); обоснование символики — Вячеслав Мишин (Химки).